# Angelhead
Angelhead is het derde studioalbum van de Belgische singer-songwriter Gabriel Ríos. Op het album dat uitgebracht werd in 2007, staan zowel Engelstalige als Spaanstalige nummers. Daarmee heeft de zanger als doel zijn vaderland dichter bij de luisteraars te brengen, door middel van exotische muzikale ondersteuning. In tegenstelling tot deze tropische nummers zitten er ook enkele bij met elektronische invloeden. 
Om het album te promoten gaf Rios liveshows op verschillende bekende festivals in Nederland en België, zoals het Cactusfestival, Rock Werchter en Pinkpop. Het album werd eind 2007 ook genomineerd voor een MIA in de categorie album. De zanger kon deze nominatie ook verzilveren. Het album zelf wist ook van commercieel succes te genieten. Het stond namelijk een jaar lang onafgebroken in de Ultratop 200 Albums. 

## Tracklist
| Nr. | Titel                 | Duur |
| --- | --------------------- | ---- |
| 1.  | The Boy Outside       | 3:07 |
| 2.  | Angelhead             | 3:21 |
| 3.  | Baby Lone Star        | 3:10 |
| 4.  | Common Cold           | 4:30 |
| 5.  | Might Be One          | 3:41 |
| 6.  | Las calaveras         | 2:33 |
| 7.  | I'm Gonna Die Tonight | 3:09 |
| 8.  | Tu no me quieres      | 2:15 |
| 9.  | For The Wolves        | 3:41 |
| 10. | The Fall              | 3:25 |
| 11. | Stay                  | 4:19 |
| 12. | Wish                  | 3:19 |